# Oczy anioła
Oczy Anioła (ang. Angel Eyes) – amerykański thriller romantyczny z 2001 roku, w reżyserii Luisa Mandokiego.

## Obsada
- Jennifer Lopez – Sharon Pogue
- James Caviezel – Catch Lambret
- Sonia Braga – Josephine Pogue
- Terrence Howard – Robby
- Jeremy Sisto – Larry
- Victor Argo – Carl Pogue

## Fabuła
Akcja filmu rozgrywa się w Chicago. Podczas pościgu za podejrzanym przestępcą policjantka Sharon Pogue cudem unika śmierci. Ratuje ją nieznajomy mężczyzna Catch. Ich znajomość szybko przeradza się w miłość. Jednak oboje dręczą traumatyczne wspomnienia z przeszłości. Sharon wychowała się w domu, w którym ojciec stosował przemoc wobec bliskich, a Catch stracił żonę i syna w wypadku samochodowym.